# لاس کابزاس د سن خوآن
لاس کابزاس د سن خوآن (به اسپانیایی: Las Cabezas de San Juan) یک دهستان در اسپانیا است که در استان سبیا واقع شده‌است. لاس کابزاس د سن خوآن ۲۲۹٫۷۰ کیلومتر مربع مساحت و ۱۶٬۵۱۴ نفر جمعیت دارد و ۷۶ متر بالاتر از سطح دریا واقع شده‌است.